# Equus ferus przewalskii
Il cavallo di Przewalski (Equus ferus przewalskii o Equus przewalskii), comunemente noto anche come takhi, cavallo selvatico mongolo o cavallo dzungariano, è un raro cavallo selvatico in via di estinzione originario delle steppe dell'Asia centrale. L'animale prende il nome dal geografo ed esploratore russo Nikołaj Przewalski. Un tempo estinto in natura, è stato reintrodotto nel suo habitat naturale a partire dagli anni '90 in Mongolia presso il Parco Nazionale di Khustain Nuruu, la Riserva Naturale di Takhin Tal e Khomiin Tal, nonché in molti altri luoghi dell'Asia centrale e dell'Europa orientale.
Diverse caratteristiche genetiche del cavallo di Przewalski differiscono da quelle che si vedono nei moderni cavalli domestici, indicando che nessuno dei due è un antenato dell'altro. Ad esempio, il Przewalski presenta 33 coppie di cromosomi, rispetto ai 32 del cavallo domestico. I loro lignaggi ancestrali si separarono da un antenato comune tra i 38.000 e i 160.000 anni fa, molto tempo prima dell'addomesticamento del cavallo. Il cavallo di Przewalski è stato a lungo considerato l'unico cavallo selvatico rimasto, in contrasto con il Mustang americano o il brumby australiano, che sono invece cavalli inselvatichiti discendenti da animali domestici.
Questa ipotesi è stata contestata nel 2018 quando l'analisi del DNA dei resti di cavalli associati alla cultura Botai, risalente a 5.000 anni fa, dell'Asia centrale ha rivelato che gli animali erano di stirpe Przewalski. Tuttavia, lo stato di addomesticamento di questi animali è stato messo in dubbio. La sua posizione tassonomica è ancora dibattuta, con alcuni tassonomisti che trattano il cavallo di Przewalski come una specie, E. przewalskii, e altri come una sottospecie del cavallo selvatico (E. ferus przewalskii) o una varietà del cavallo domestico (E. caballus).
Il cavallo di Przewalski è robusto, più piccolo e più basso dei suoi parenti domestici. L'altezza tipica al garrese è di circa 1,22–1,42 metri, per un peso medio di circa 300 chilogrammi. Presentano un mantello falbo con lineamenti pangaré e spesso presentano segni primitivi più scuri.

## Tassonomia
Il cavallo di Przewalski fu formalmente descritto come una nuova specie nel 1881 da Ivan Semyonovich Polyakov. La posizione tassonomica del cavallo di Przewalski rimane controversa e non esiste consenso sul fatto che sia una specie a sé stante (come Equus przewalskii); una sottospecie di Equus ferus, il cavallo selvatico (come Equus ferus przewalskii nella nomenclatura trinomiale, insieme ad altre due sottospecie, il cavallo domestico E. f. caballus, e l'estinto tarpan E. f. ferus), o anche una sottopopolazione del cavallo domestico. La Società Americana dei Mammiferi considera il cavallo di Przewalksi e il tarpan come sottospecie di Equus ferus e classifica il cavallo domestico come una specie separata, Equus caballus.

### Lignaggio
I primi studi sul sequenziamento del DNA del cavallo di Przewalski hanno rivelato diverse caratteristiche genetiche che lo differenziano dai cavalli domestici moderni, indicando che nessuno dei due è antenato dell'altro e supportando lo stato del cavallo di Przewalski come una popolazione selvatica residua non derivata da cavalli domestici rinselvatichiti. Si stima che la divergenza evolutiva delle due popolazioni si sia verificata circa 45.000 YBP, mentre la documentazione archeologica colloca il primo addomesticamento del cavallo a circa 5.500 YBP da parte dell'antica cultura Botai centroasiatica. I due lignaggi si sono quindi divisi ben prima dell'addomesticamento, molto probabilmente a causa del clima, della topografia o di altri cambiamenti ambientali.
Diversi studi successivi sul DNA hanno prodotto risultati parzialmente contraddittori. Un'analisi molecolare del 2009, utilizzando del DNA antico recuperato da dei siti archeologici, ha classificato il cavallo di Przewalski come un cavallo domestico. Tuttavia, un'analisi del DNA mitocondriale del 2011 suggerì che i Przewalski e i cavalli domestici si fossero separati circa 160.000 anni fa. Un'analisi basata sul sequenziamento dell'intero genoma e sulla calibrazione con il DNA di vecchie ossa di cavallo ha datato la divergenza tra i due a 38.000-72.000 anni fa.
Nel 2018, venne effettuata una nuova analisi che coinvolgeva il sequenziamento genomico del DNA antico da resti di cavalli associati alla cultura Botai della metà del IV millennio a.C. e recanti segni considerati caratteristici dell'addomesticamento, nonché cavalli domestici provenienti da siti archeologici più recenti, per il confronto con quelli di moderni cavalli domestici e di Przewalski. Lo studio ha rivelato che i cavalli Botai erano membri della stirpe dei cavalli di Przewalski, piuttosto che di quella dei moderni cavalli domestici come si credeva in precedenza. Inoltre, è stato scoperto che tutti i moderni cavalli di Przewalski analizzati nidificano all'interno dell'albero filogenetico dei cavalli Botai, portando gli autori a ipotizzare che i moderni cavalli di Przewalski siano discendenti selvatici degli antichi animali domestici Botai, piuttosto che rappresentare una popolazione di cavalli selvatici mai addomesticati. I ricercatori suggerirono, inoltre, che il cavallo di Przewalski conservi tratti più selvatici o primitivi rispetto al lignaggio dei cavalli domestici poiché l'addomesticamento dei cavalli Botai fu relativamente di breve durata prima che diventassero nuovamente animali selvatici.
Tuttavia, una rivalutazione del 2021 dei cavalli Botai ha raggiunto una conclusione a favore della visione tradizionale dei cavalli di Przewalski come popolazione selvatica mai addomesticata. Questi autori riconsiderarono l'usura dei denti degli animali Botai, precedentemente attribuita ai bocchini delle briglie, come causati da processi naturali, e fecero notare che la struttura dell'età dei cavalli Botai sembrava incoerente con la pastorizia domestica. Inoltre, alcuni esemplari sono stati trovati associati a punte di freccia, suggerendo che fossero stati cacciati anziché addomesticati. Pertanto, conclusero che i cavalli associati alla cultura Botai erano animali selvatici e che il lignaggio di cavalli di Przewalski dovrebbe effettivamente essere visto non come un lignaggio rinselvatichitosi, ma come una popolazione rimasta sempre selvaggia e indomata.
In ogni caso, è stato riscontrato che i cavalli Botai hanno dato un contributo genetico trascurabile ai cavalli domestici antichi o moderni studiati, indicando che l'addomesticamento di quest'ultimi, che ha coinvolto una diversa popolazione selvatica, fu indipendente da qualsiasi possibile addomesticamento del cavallo di Przewalski da parte della cultura Botai.

## Descrizione

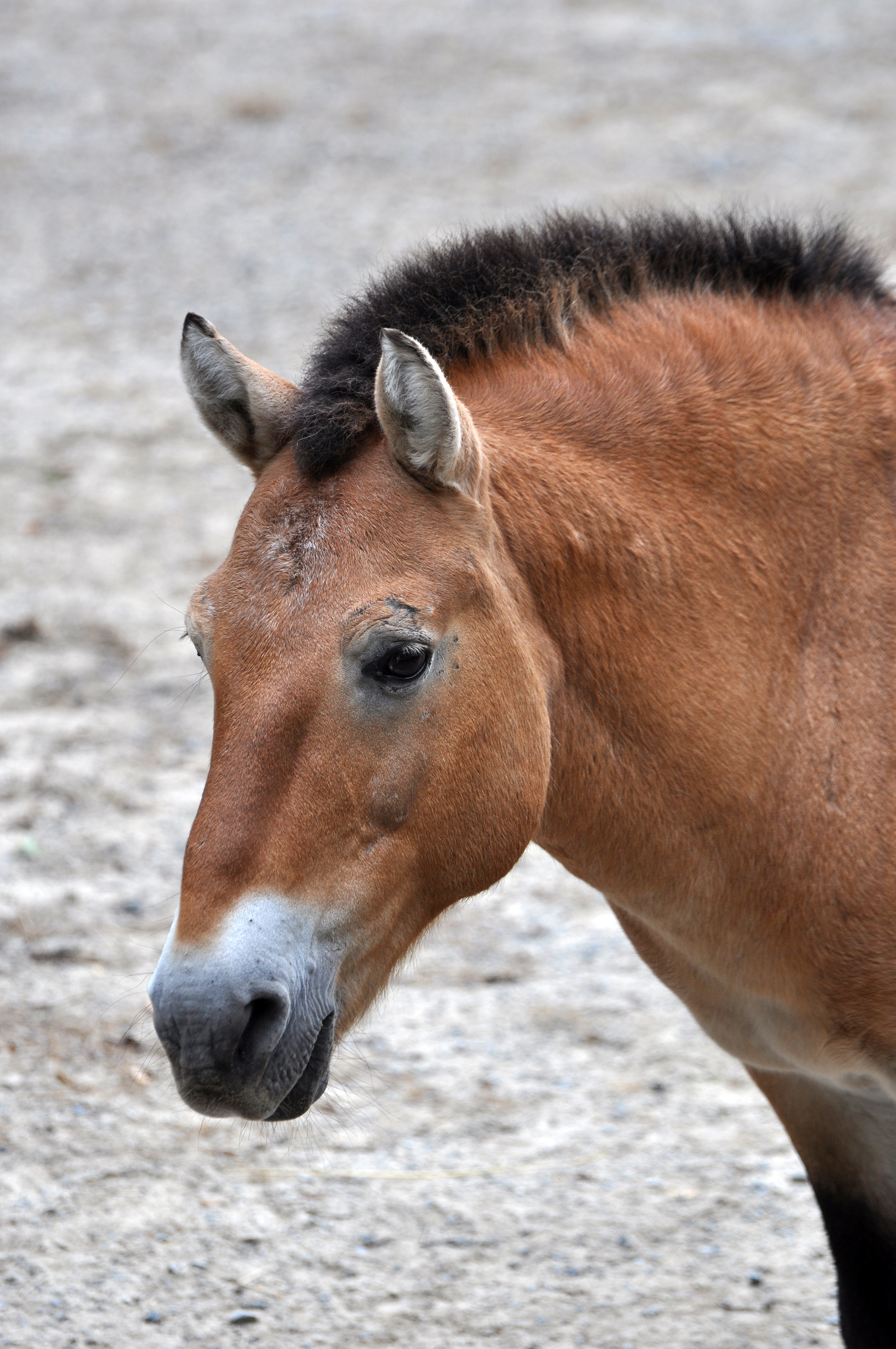
Primo piano della testa, che mostra un profilo convesso

Il cavallo di Przewalski è un animale dalla struttura più tozza e robusta rispetto ai cavalli domestici, con zampe più corte, ed è molto più piccolo e corto dei suoi parenti domestici. L'altezza tipica al garrese è di circa 1,22–1,42 metri, e la lunghezza è di circa 2,1 metri, per un peso di circa 300 chilogrammi. Il mantello è generalmente di colore falbo con caratteristiche pangaré, che variano dal marrone scuro intorno alla criniera, al marrone chiaro sui fianchi e bianco-giallastro sul ventre, così come intorno al muso. Le zampe sono spesso debolmente striate, spesso con tipiche marcature primitive. La criniera è eretta e non si estende tanto in avanti, mentre la coda è lunga circa 90 centimetri, con un bacino più lungo e un pelo più corto rispetto a quello dei cavalli domestici. Gli zoccoli del cavallo di Przewalski sono più lunghi nella parte anteriore e presentano una suola significativamente più spessa rispetto a quella dei cavalli selvatici, un adattamento che migliora le prestazioni degli zoccoli sul terreno.

### Genomica
Il cariotipo del cavallo di Przewalski differisce da quello del cavallo domestico, avendo 33 coppie di cromosomi contro i 32 della specie domestica, apparentemente a causa della fissione di un grande cromosoma ancestrale al cromosoma 5 del cavallo domestico per produrre i cromosomi 23 e 24 del cavallo di Przewalski, tuttavia, è stata anche proposta una traslocazione di Roberts che ha fuso due cromosomi ancestrali del cavallo di Przewalski per produrre l'unico grande cromosoma del cavallo domestico.
Molte piccole inversioni, inserzioni e altri riarrangiamenti sono stati osservati tra i cromosomi dei cavalli domestici e di Przewalski, mentre c'era un'eterozigosità molto più bassa nei cavalli di Przewalski, con ampi segmenti privi di diversità genetica, una conseguenza del recente e grave collo di bottiglia del cavallo di Przewalski nelle popolazioni in cattività. A confronto, le differenze cromosomiche tra cavalli domestici e zebre includono numerose traslocazioni su larga scala, fusioni, inversioni e riposizionamento del centromero. Il cavallo di Przewalski ha il numero di cromosomi diploidi più alto tra tutte le specie equine. Possono incrociarsi con il cavallo domestico e produrre una prole fertile, con 65 cromosomi.

## Ecologia e comportamento

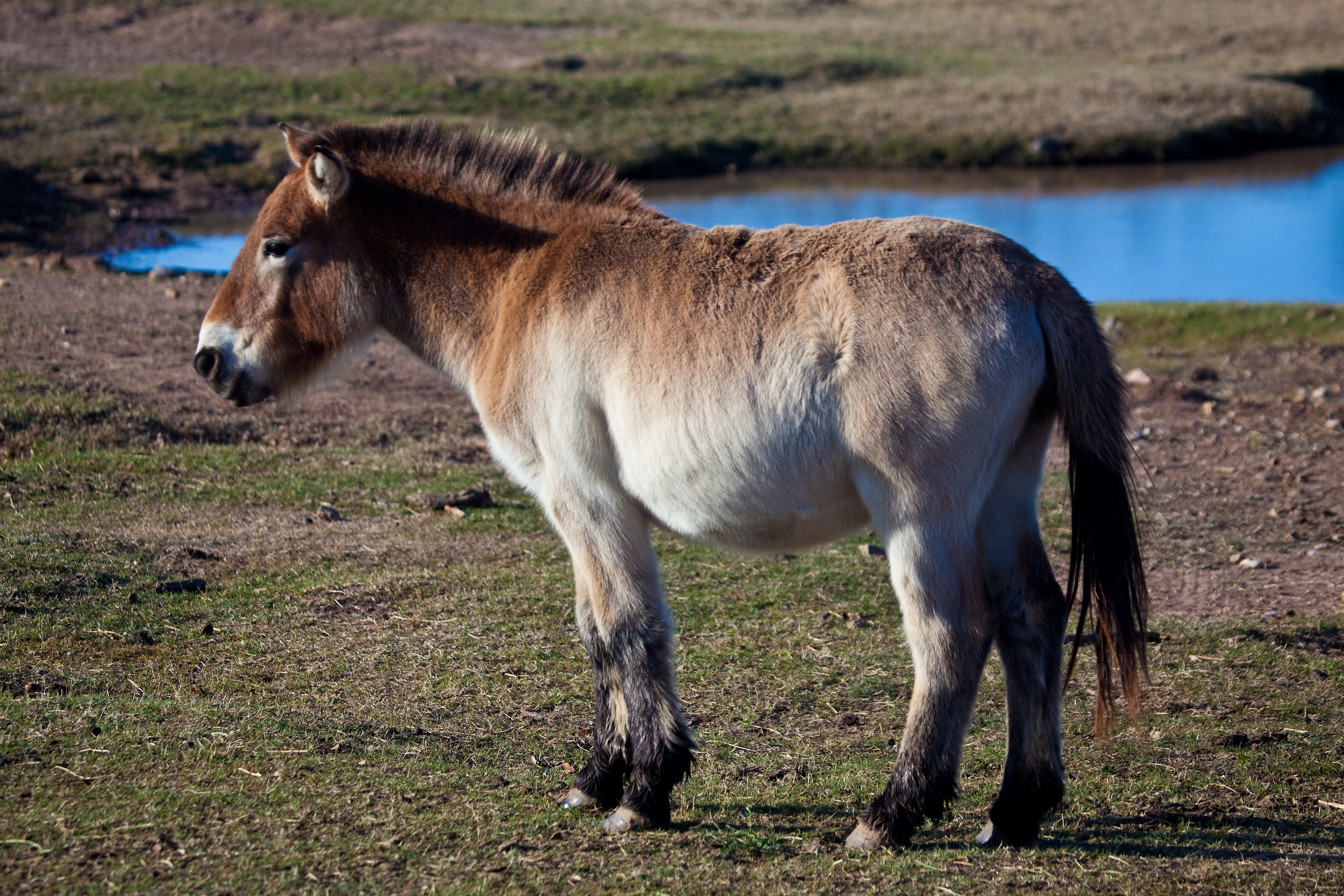
Mantello invernale

Przewalski riferì che i cavalli selvatici mongoli formavano gruppi formati da cinque a quindici individui, composti da un vecchio stallone, le sue cavalle e i suoi puledri. Le moderne popolazioni reintrodotte formano allo stesso modo gruppi familiari che comprendono uno stallone adulto, da una a tre puledre e dalla loro prole comune, che rimangono nel gruppo familiare fino a quando non sono più dipendenti, di solito a due o tre anni. Le giovani femmine si uniscono ad altri harem, mentre gli stalloni scapoli e i vecchi stalloni che hanno perso i loro harem si uniscono a gruppi di scapoli. I gruppi familiari possono unirsi per formare una mandria più numerosa. Il loro comportamento all'interno del gruppo famigliare non è dissimile da quello del cavallo selvatico: gli stalloni radunano, guidano e difendono tutti i membri della loro famiglia, mentre le cavalle spesso mostrano la leadership all'interno della loro famiglia.
L'home range in natura è poco studiato, ma si stima che comprendesse dai 1,2 ai 24 km² nel Parco Nazionale Hustai, e 150–825 km² nell'area rigorosamente protetta del Great Gobi B. Gli areali degli harem sono separati, ma leggermente sovrapposte. In natura questi animali hanno pochi predatori, tra cui spicca il lupo himalayano (Canis lupus chanco).
I cavalli mantengono il contatto visivo con la loro famiglia e la loro mandria in ogni momento e hanno una miriade di modi per comunicare tra loro, tra cui vocalizzazioni, odori e un'ampia gamma di segnali visivi e tattili. Ogni calcio, toelettatura, inclinazione dell'orecchio o altro contatto con un altro cavallo è un mezzo di comunicazione. Questa comunicazione costante porta a comportamenti sociali complessi tra i vari individui del branco.
Si dice che le popolazioni storiche vivessero nelle "parti più selvagge del deserto" con una preferenza per i "distretti salini". Sono stati osservati principalmente durante la primavera e l'estate presso pozzi naturali, migrando attraversando le valli piuttosto che attraversando le montagne più alte.

### Dieta

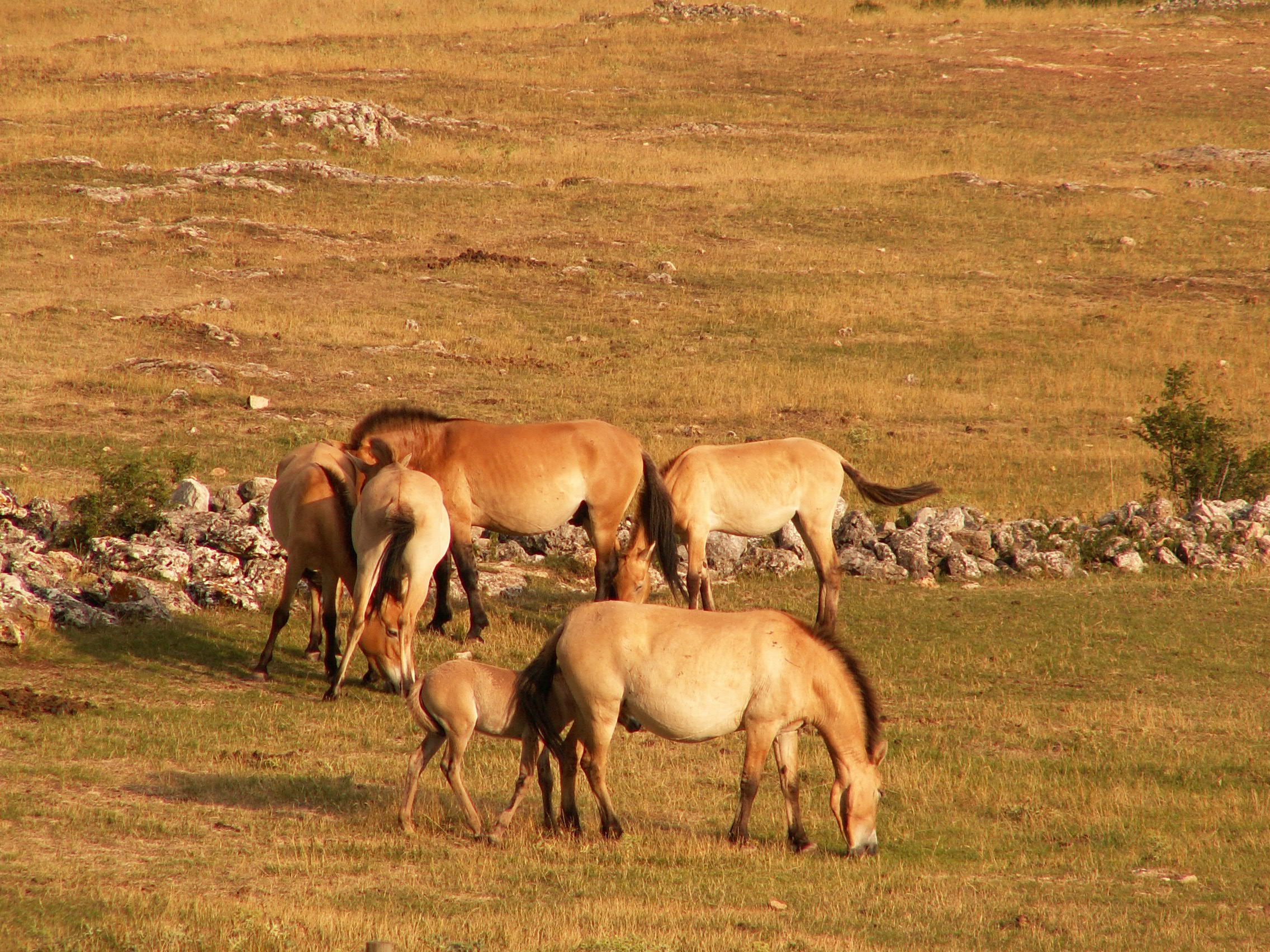
Un branco mentre pascola

La dieta del cavallo di Przewalski consiste principalmente di bassa vegetazione. Molte specie vegetali si trovano in un tipico ambiente equino di Przewalski, tra cui: Elymus repens, Carex spp., Fabaceae e Asteraceae. Osservando la dieta della specie in generale, i cavalli di Przewalski si nutrono più frequentemente di E. repens, Trifolium pratense, Vicia cracca, Poa trivialis, Dactylis glomerata e Bromus inermis.
Sebbene i cavalli di Przewalski si nutrano di una gran varietà di diverse specie vegetali, tendono a favorire specie diverse in diversi periodi dell'anno. In primavera prediligono Elymus repens, Corynephorus canescens, Festuca valesiaca e Chenopodium album. All'inizio dell'estate, invece, prediligono Dactylis glomerata e Trifolium, e verso la fine dell'estate gravitano verso E. repens e Vicia cracca.
In inverno i cavalli si nutrono di Salix spp., Pyrus communis, Malus sylvatica, Pinus sylvestris, Rosa spp., e Alnus spp. Inoltre, durante i mesi più difficili possono scavare e nutrirsi di Festuca spp., Bromus inermis ed E. repens che crescono sotto il ghiaccio e la neve. La loro dieta invernale è molto simile a quella dei cavalli domestici, ma differisce da quella rivelata dall'analisi isotopica della popolazione storica (pre-cattività), che in inverno si nutriva perlopiù di arbusti, sebbene la differenza possa essere dovuta a l'estrema pressione dell'habitat a cui era sottoposta la popolazione storica. D'inverno il cibo viene consumato più lentamente rispetto agli altri periodi dell'anno. I cavalli di Przewalski mostrano una serie di cambiamenti caratteristici stagionali come adattamenti fisiologici alla fame, facendo scendere il loro metabolismo basale a metà di quello che è durante la primavera. Questa non è una conseguenza diretta della diminuzione dell'assunzione di nutrienti, ma piuttosto una risposta programmata a prevedibili fluttuazioni dietetiche stagionali.

### Riproduzione
L'accoppiamento avviene in tarda primavera o agli inizi dell'estate. Gli stalloni non iniziano a cercare partner fino all'età di cinque anni. Una volta raggiunta l'età idonea, gli stalloni assemblano gruppi di cavalle o sfidano il leader di un altro gruppo per il predominio. Le femmine sono in grado di partorire sin dall'età di tre anni e hanno un periodo di gestazione di 11-12 mesi. I puledri sono in grado di stare in piedi circa un'ora dopo la nascita. Il tasso di mortalità infantile tra i puledri è del 25%, con l'83,3% di queste morti dovute all'infanticidio da parte degli stalloni leader. I puledri iniziano a pascolare entro poche settimane ma non vengono svezzati per 8-13 mesi dopo la nascita. Raggiungono la maturità sessuale a due anni di età, momento in cui lasciano il branco familiare per crearne uno proprio o si uniscono a gruppi di scapoli.

## Popolazione

### Storia

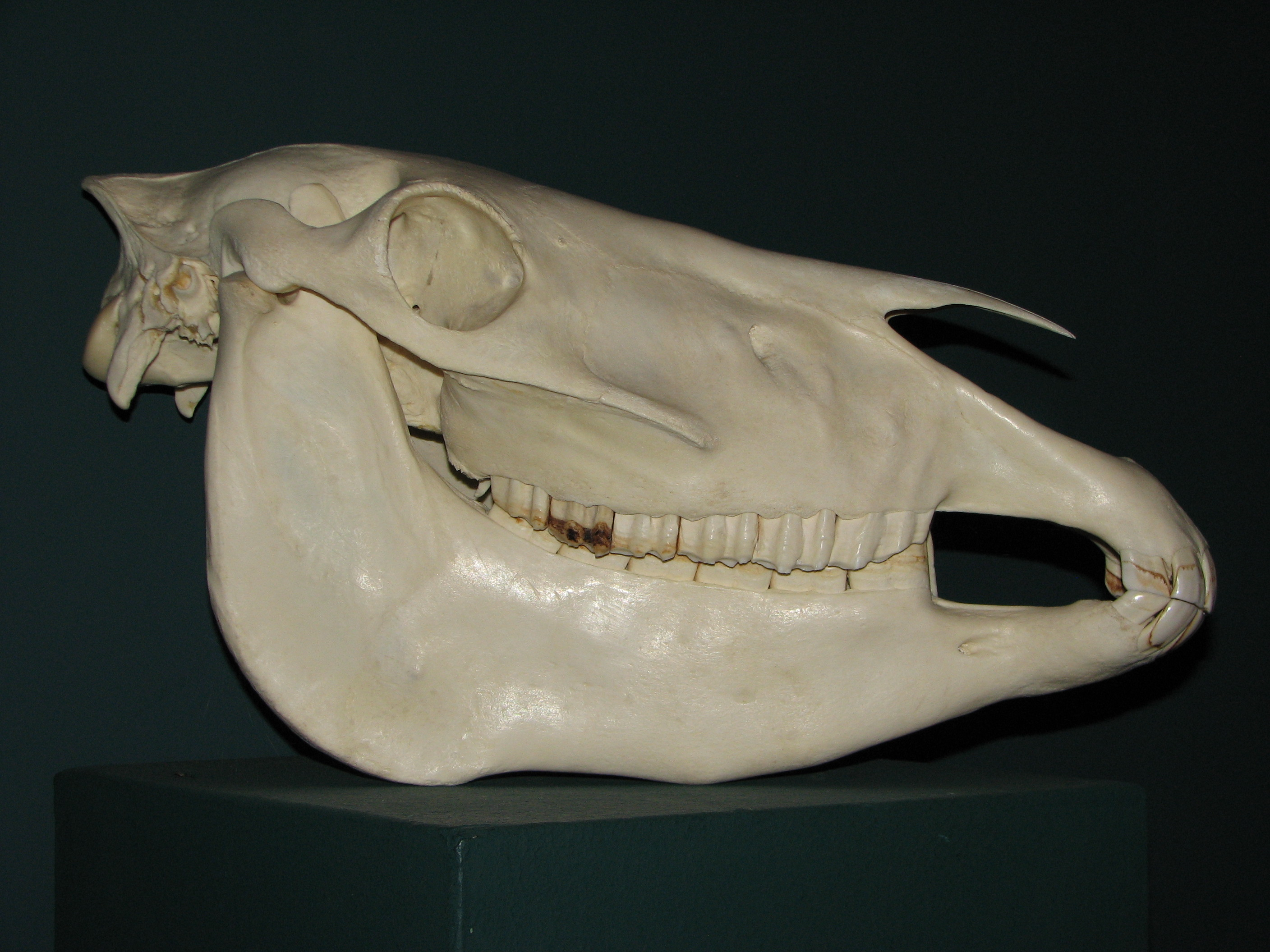
Cranio di cavallo di Przewalski, al museo di Brno

I cavalli selvatici di Przewalski comparivano già nell'arte rupestre europea risalente a 20.000 anni fa. Tuttavia, un'indagine genetica su un esemplare di 35.870 anni proveniente da una di queste grotte ha invece dimostrato affinità con un lignaggio estinto di cavalli iberici e con il moderno cavallo domestico, suggerendo che le pitture rupestri di queste caverne potrebbero non raffigurare il cavallo di Przewalski. I primi esempi dimostrati di cavalli di Przewalski si trovano nei siti archeologici della cultura calcolitica di Botai. I siti risalenti alla metà del quarto millennio a.C. mostrano prove dell'addomesticamento di questi cavalli, sebbene il loro status di cavalli domestici sia stato recentemente contestato. L'analisi del DNA antico di esemplari di cavalli Botai risalenti al 3000 aC circa rivela che hanno caratteristiche del DNA coerenti con il lignaggio dei moderni cavalli di Przewalski.
Esistono solo sporadiche citazione del cavallo di Przewalski nella documentazione storica prima della sua classificazione formale. Il monaco buddhista tibetano Bodowa riportò una descrizione di quello che si pensa fosse il cavallo di Przewalski, intorno al 900 dC, e un resoconto del 1226 riporta un incidente che coinvolse dei cavalli selvatici durante la campagna di Gengis Khan contro l'impero Tangut. Nel XV secolo, Johann Schiltberger registrò uno dei primi avvistamenti europei di questi animali nel suo diario raccontando il suo viaggio in Mongolia come prigioniero del Khan mongolo. Un altro possibile resoconto, vide questi animali come dono all'imperatore della Manciuria intorno al 1630. Il suo valore come dono suggerisce una certa difficoltà nell'ottenerli. John Bell, un medico scozzese al servizio di Pietro I il Grande dal 1719 al 1722, osservò un cavallo nell'oblast di Tomsk, Russia, che apparentemente apparteneva a questa specie. Pochi decenni dopo, nel 1750, una grande caccia con migliaia di battitori organizzata dall'imperatore della Manciuria uccisero tra i due e i trecento esemplari di questi cavalli.
La specie prende il nome da un colonnello russo di origine polacca, Nikolai Przhevalsky (1839–1888) (Nikołaj Przewalski in polacco [pʂɛˈvalski]). Esploratore e naturalista, Nikolai ottenne il cranio e la pelle di un animale abbattuto nel 1878 nel Gobi, vicino all'odierno confine tra Cina e Mongolia, preparando in seguito una spedizione nel bacino Dzungarian per osservare un esemplare vivo. Nel 1881, il cavallo ricevette una descrizione scientifica formale e fu chiamato Equus przevalskii da Ivan Semyonovich Polyakov, sulla base della collezione e della descrizione di Przewalski, mentre nel 1884, l'unico esemplare di Przewalski in Europa era un esemplare conservato al Museo dell'Accademia Russa delle Scienze di San Pietroburgo. Questo fu integrato nel 1894 quando i fratelli Grum-Grzhimailo restituirono diverse pelli e crani a San Pietroburgo e fornirono una descrizione del comportamento dell'animale in natura. Alcuni di questi cavalli furono catturati intorno al 1900 da Carl Hagenbeck e collocati in zoo, e questi, insieme ad altri esemplari catturati, si riprodussero per dare origine alla popolazione odierna.
Dopo il 1903, non ci furono più segnalazioni di popolazioni selvatiche fino al 1947, quando furono osservati diversi gruppi isolati e una puledra solitaria che venne in seguito catturata. Sebbene i pastori locali riferissero di aver visto dai 50 ai 100 takhi al pascolo in piccoli gruppi, in quegli anni ci furono solo avvistamenti sporadici di singoli gruppi di due o tre animali, perlopiù vicino a pozzi naturali. Due spedizioni scientifiche nel 1955 e nel 1962 non riuscirono a trovarne alcuno, e dopo che pastori e naturalisti riferirono di gruppi di singoli harem nel 1966 e nel 1967, l'ultimo avvistamento del cavallo selvatico nel suo habitat naturale fu di un singolo stallone nel 1969. Spedizioni successive non riuscirono a localizzare alcun cavallo e la specie sarebbe stata designata come "estinta in natura" per oltre 30 anni. La competizione con il bestiame, la caccia, la cattura di puledri per le collezioni zoologiche, le attività militari e i rigidi inverni registrati nel 1945, 1948 e 1956 sono considerate le principali cause del declino della popolazione equina di Przewalski.
La popolazione selvatica era già rara al momento della sua prima descrizione scientifica. Przewalski riferì di averli visti solo da lontano e potrebbe in realtà aver avvistato dei branchi di onager, asini selvatici mongoli, e fu in grado di ottenere l'esemplare tipo solo dai cacciatori kirghisi. L'areale del cavallo di Przewalski era limitata all'arido bacino Dzungarian nel deserto del Gobi. È stato suggerito che questo non fosse il loro habitat naturale, ma, come l'onager, fossero un animale della steppa portato a quest'ultimo inospitale rifugio dalla doppia pressioni della caccia e della perdita dell'habitat a causa del pascolo agricolo. C'erano due popolazioni distinte riconosciute dai mongoli locali, una varietà di steppa più chiara e una di montagna più scura, e questa distinzione si vede nelle descrizioni dell'inizio del XX secolo. Il loro habitat montuoso includeva il Takhiin Shar Nuruu (la catena montuosa del Cavallo Selvaggio Giallo). Nei loro ultimi decenni in natura, la popolazione rimanente era limitata alla piccola regione tra le creste montuose Takhiin Shar Nuruu e Bajtag-Bogdo.

### In cattività

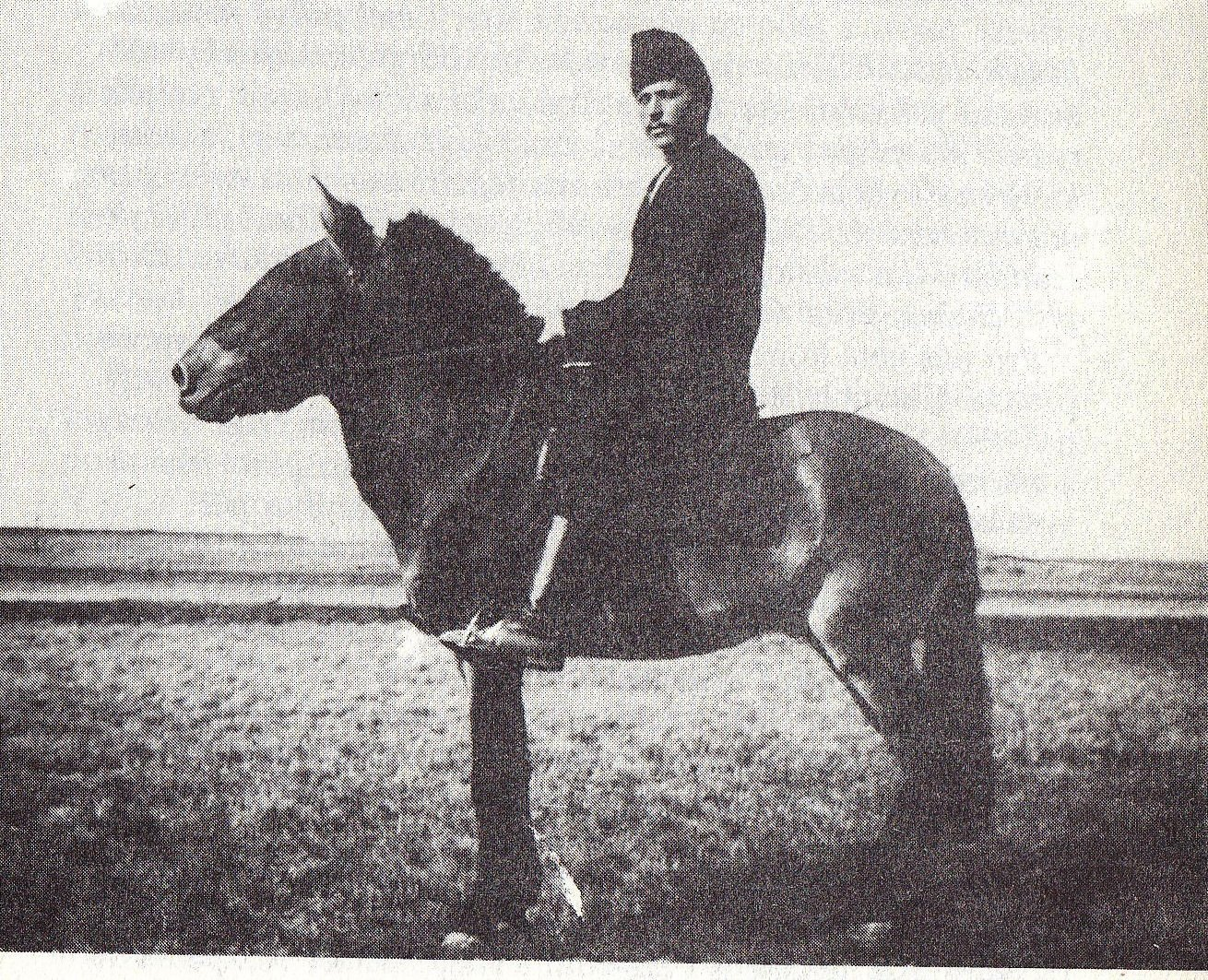
Vaska, un cavallo di Przewalski addestrato per essere cavalcato

Con la scomparsa delle popolazioni selvatiche, l'ultimo baluardo per la salvaguardia del cavallo di Przewalski divenne la loro riproduzione in cattività. Tuttavia, i tentativi di ottenere esemplari per l'esposizione e la riproduzione in cattività furono in gran parte infruttuosi fino al 1902, quando 28 puledri catturati furono portati in Europa. Questi, insieme a un piccolo numero di esemplari aggiuntivi, sarebbero stati distribuiti tra zoo e centri di riproduzione in tutta Europa e negli Stati Uniti. Molte strutture fallirono nei loro tentativi di riproduzione in cattività, ma furono stabiliti alcuni programmi. Tuttavia, verso la metà degli anni '30, la consanguineità aveva causato una riduzione della fertilità e la popolazione in cattività subì un drastico collo di bottiglia genetico, con il ceppo riproduttivo presente in cattività discendente solo da 11 degli esemplari originali catturati in natura. Inoltre, in almeno un caso, la progenie dell'incrocio tra un Przewalski e un cavallo domestico venne fatta riprodurre nella popolazione di cavalli di Przewalski in cattività, sebbene studi recenti abbiano dimostrato solo un contributo genetico minimo di questo ibrido sulla popolazione in cattività.
La situazione migliorò quando lo scambio di animali da riproduzione tra le strutture aumentò la diversità genetica, portando ad un conseguente miglioramento della fertilità, ma la popolazione subì un altro collo di bottiglia genetico quando molti dei cavalli tenuti in cattività non sopravvissero alla Seconda Guerra Mondiale. Il gruppo più prezioso, ad Askania Nova, Ucraina, fu fucilato dai soldati tedeschi durante l'occupazione, e il gruppo presente negli Stati Uniti si era ormai estinto. Rimasero solo due popolazioni in cattività negli zoo, a Monaco e a Praga, e dei 31 cavalli rimasti alla fine della guerra, solo 9 divennero gli antenati della successiva popolazione in cattività. Alla fine degli anni '50, negli zoo di tutto il mondo erano rimasti solo 12 cavalli.
Nel 1957, una cavalla catturata in natura un decennio prima fu introdotta nella popolazione in cattività ucraina. Questo esemplare si sarebbe rivelato essere l'ultimo cavallo catturato in natura e, con la presunta estinzione della popolazione selvatica, avvistata per l'ultima volta in Mongolia alla fine degli anni '60, la popolazione in cattività divenne l'ultimo baluardo del cavallo di Przewalski. La diversità genetica ricevette la spinta tanto necessaria da questa nuova fonte, con la diffusione della sua linea di sangue attraverso i gruppi di consanguinei, portando ad un maggiore successo riproduttivo. Nel 1965 c'erano più di 130 animali sparsi in trentadue zoo e parchi in tutto il mondo.

### Sforzi di conservazione

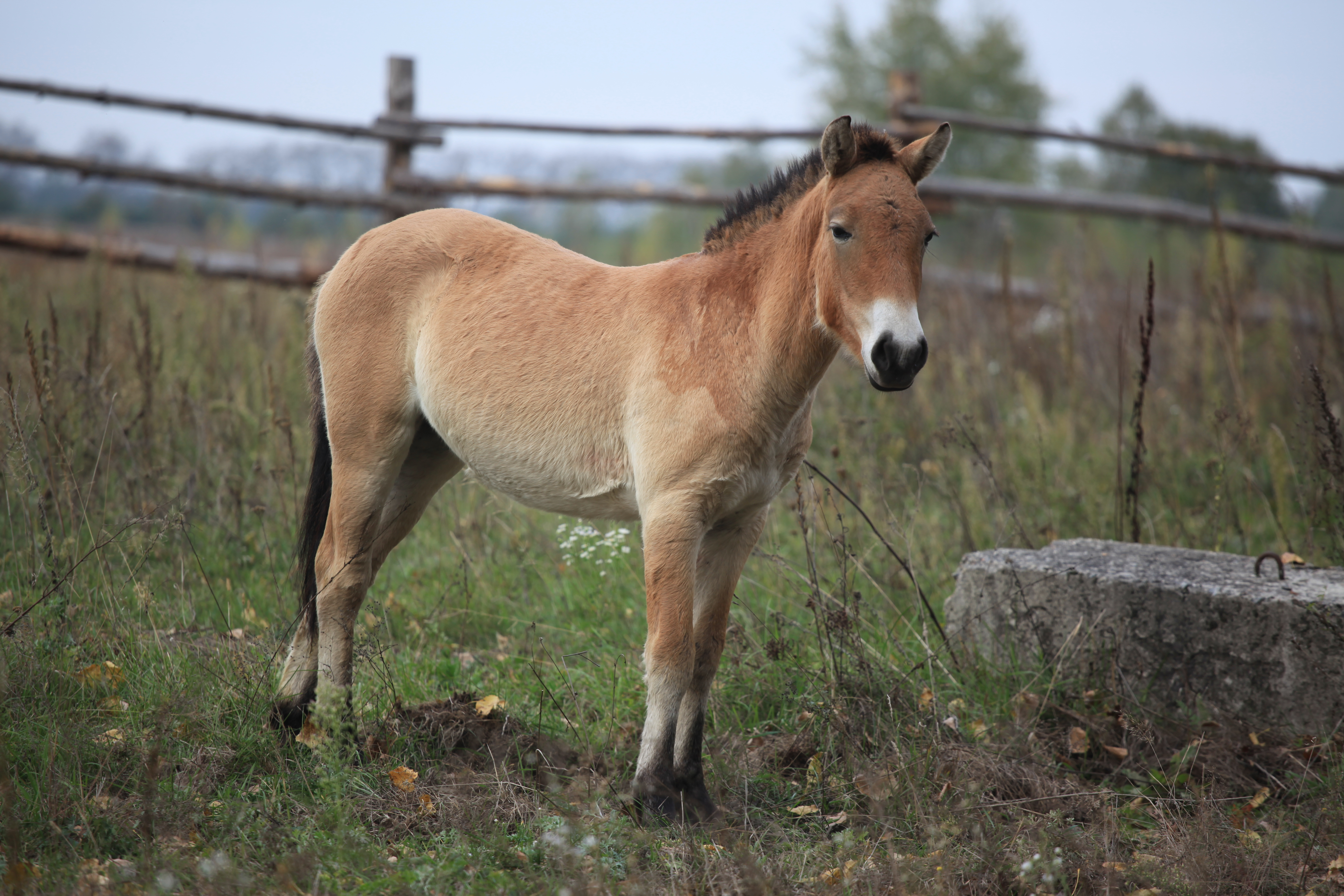
Un cavallo di Przewalski nella zona di alienazione di Chernobyl

Nel 1977, Jan e Inge Bouman fondarono la Fondazione per la Preservazione e la Protezione del Cavallo di Przewalski a Rotterdam, Paesi Bassi, per la conservazione e la protezione del cavallo Przewalski. La fondazione avviò un programma di scambio tra le popolazioni in cattività negli zoo di tutto il mondo per ridurre la consanguineità e in seguito avviò un proprio programma di riproduzione. Come risultato di tali sforzi, il branco esistente mantenne una diversità genetica maggiore di quanto fosse possibile con il suo collo di bottiglia genetico. Nel 1979, quando venne avviato il programma per la massimizzazione della diversità genetica, c'erano quasi quattrocento cavalli in sedici strutture, un numero che era cresciuto all'inizio degli anni '90 fino a oltre 1.500.
Mentre dozzine di zoo in tutto il mondo possiedono cavalli di Przewalski in piccoli numeri, alcune riserve specializzate si dedicarono principalmente alla specie. Il più grande programma di allevamento in cattività per i cavalli di Przewalski si svolge presso la riserva di Askanija-Nova, in Ucraina. Dal 1998, trentuno cavalli sono stati rilasciati anche nella zona di alienazione di Černobyl' in Ucraina e Bielorussia, evacuata dopo il disastro nucleare di Černobyl', che ora funge da riserva naturale de facto. Sebbene il bracconaggio abbia avuto un impatto sui numeri, nel 2019 la popolazione stimata nella zona di Černobyl' era di oltre 100 individui.
Le Villaret, situato nel Parco nazionale delle Cevenne nel sud della Francia e gestito dall'Associazione Takh, è un sito di allevamento di cavalli di Przewalski creato per consentire la libera espressione dei comportamenti naturali degli animali. Nel 1993, undici cavalli nati da zoo sono stati portati a Le Villaret. I cavalli nati lì sono adattati alla vita allo stato brado, essendo liberi di scegliere i propri compagni e tenuti a nutrirsi da soli. Lo scopo era di allevare animali indipendenti in grado di essere reintrodotti in Mongolia. Nel 2012, Le Villaret contava 39 animali. Una popolazione di animali ruspanti, oggetto di ricerche approfondite, è stata introdotta anche nel Parco Nazionale di Hortobágy puszta in Ungheria; i dati sulla struttura sociale, il comportamento e le malattie raccolti da questi animali vengono utilizzati per migliorare gli sforzi di conservazione in Mongolia. Un'ulteriore popolazione riproduttiva di cavalli di Przewalski vaga nell'ex campo di prova militare di Döberitzer Heide, ora riserva naturale a Dallgow-Döberitz, in Germania. Istituita nel 2008, questa popolazione comprendeva 24 cavalli nel 2019.

### Reintroduzione

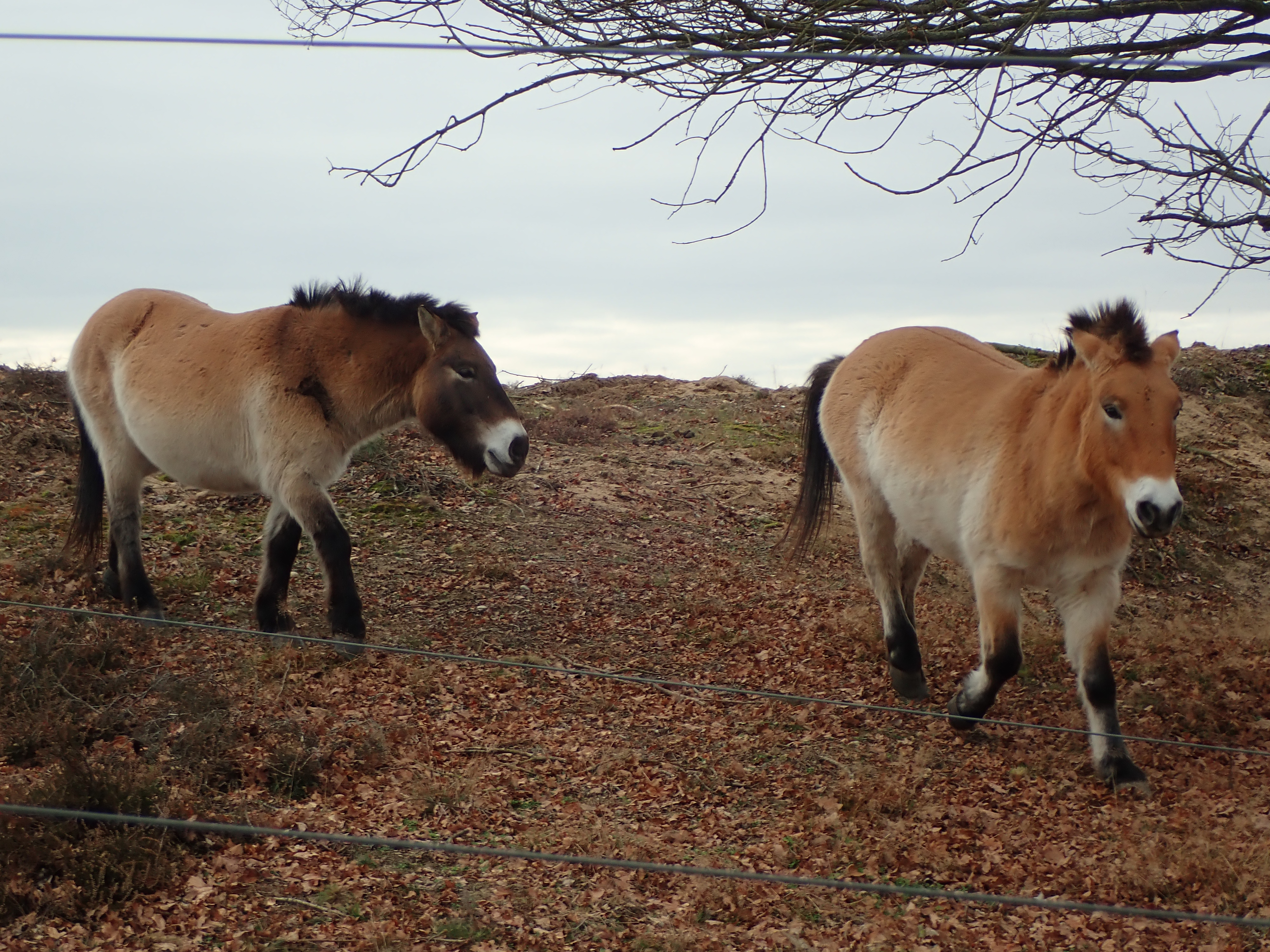
Cavalli di Przewalski nella riserva naturale di Döberitzer Heide

Le reintroduzioni organizzate dai paesi dell'Europa occidentale iniziarono negli anni '90. Tuttavia, dovettero interrompersi, principalmente per motivi finanziari. Nel 2011, lo zoo di Praga avviò un nuovo progetto, Return of the Wild Horses. Con il supporto del pubblico e di molti partner strategici, questi trasporti annuali di cavalli allevati in cattività nell'area rigorosamente protetta del Grande Gobi B continuano ancora oggi. Dal 2004 esiste anche un programma per reintrodurre in Mongolia i cavalli di Przewalski allevati in Francia.
Diverse popolazioni sono state rilasciate in natura. Un'impresa cooperativa tra la Società Zoologica di Londra e gli scienziati mongoli ha portato alla reintroduzione di questi cavalli dagli zoo nel loro habitat naturale in Mongolia. Nel 1992, 16 cavalli sono stati rilasciati allo stato brado in Mongolia, seguiti da ulteriori esemplari al seguito. Una delle aree in cui sono stati reintrodotti è diventata il Parco Nazionale di Khustain Nuruu, nel 1998. Un altro sito di reintroduzione è l'area rigorosamente protetta del Grande Gobi B, situata ai margini del deserto del Gobi. Infine, nel 2004 e nel 2005, 22 cavalli sono stati rilasciati dall'Associazione Takh in un terzo sito di reintroduzione nella zona cuscinetto del Parco Nazionale Khar Us Nuur, all'estremità settentrionale dell'ecoregione del Gobi. Nell'inverno 2009-2010, si verificò una delle peggiori condizioni invernali di dzud che abbia mai colpito la Mongolia, e la popolazione dell'area rigorosamente protetta del Grande Gobi B venne drasticamente colpita. A partire dal 2011, erano presenti un totale stimato di quasi 400 cavalli in tre popolazioni allo stato brado. Dal 2011, lo zoo di Praga ha trasportato 35 cavalli in Mongolia in otto round, in collaborazione con i suoi partner (Czech Air Force, European Breeding Program for Przewalski's Horses, Association pour de cheval du Przewalski: Takh, Czech Development Agency, Czech Embassy in Mongolia e altri) e pianifica di continuare a riportare i propri cavalli allo stato brado in futuro. Nell'ambito del progetto Return of the Wild Horses, supporta le sue attività sostenendo gli abitanti locali. Lo zoo ha la più lunga storia ininterrotta di allevamento di cavalli di Przewalski al mondo e detiene il libro genealogico di questa specie.
Nel 2001, i cavalli di Przewalski vennero reintrodotti nella riserva naturale di Kalamaili nello Xinjiang, in Cina. Il progetto di reintroduzione del cavallo di Przewalski in Cina è stato avviato nel 1985 quando 11 cavalli vennero importati dall'estero. Dopo oltre due decenni di sforzi, lo Xinjiang Wild Horse Breeding Center allevò un gran numero di cavalli, 55 dei quali sono stati rilasciati nell'area del monte Kalamely. Gli animali si sono adattati rapidamente al loro nuovo ambiente. Nel 1988 sono nati e sopravvissuti sei puledri e nel 2001 oltre 100 cavalli erano presenti al centro. A partire dal 2013, il centro ospitava 127 cavalli suddivisi in 13 mandrie da riproduzione e tre mandrie di scapoli.
La prima reintroduzione nella regione di Orenburg, nella steppa russa, avvenne nel 2016. Nel 2014 sono stati annunciati anche piani per reintrodurli nel Kazakistan centrale. Introduzione concretizzatasi nel 2024 con cavalli provenienti dallo zoo di Praga
I cavalli reintrodotti si sono riprodotti con successo e lo stato dell'animale è stato cambiato da "estinto in natura" a "in pericolo" nel 2005, mentre nella Lista Rossa IUCN sono stati riclassificati da "estinto in natura" a "in pericolo critico" dopo una rivalutazione nel 2008, e da "in pericolo critico" a "in pericolo" dopo una rivalutazione del 2011.

### Riproduzione e clonazione assistita

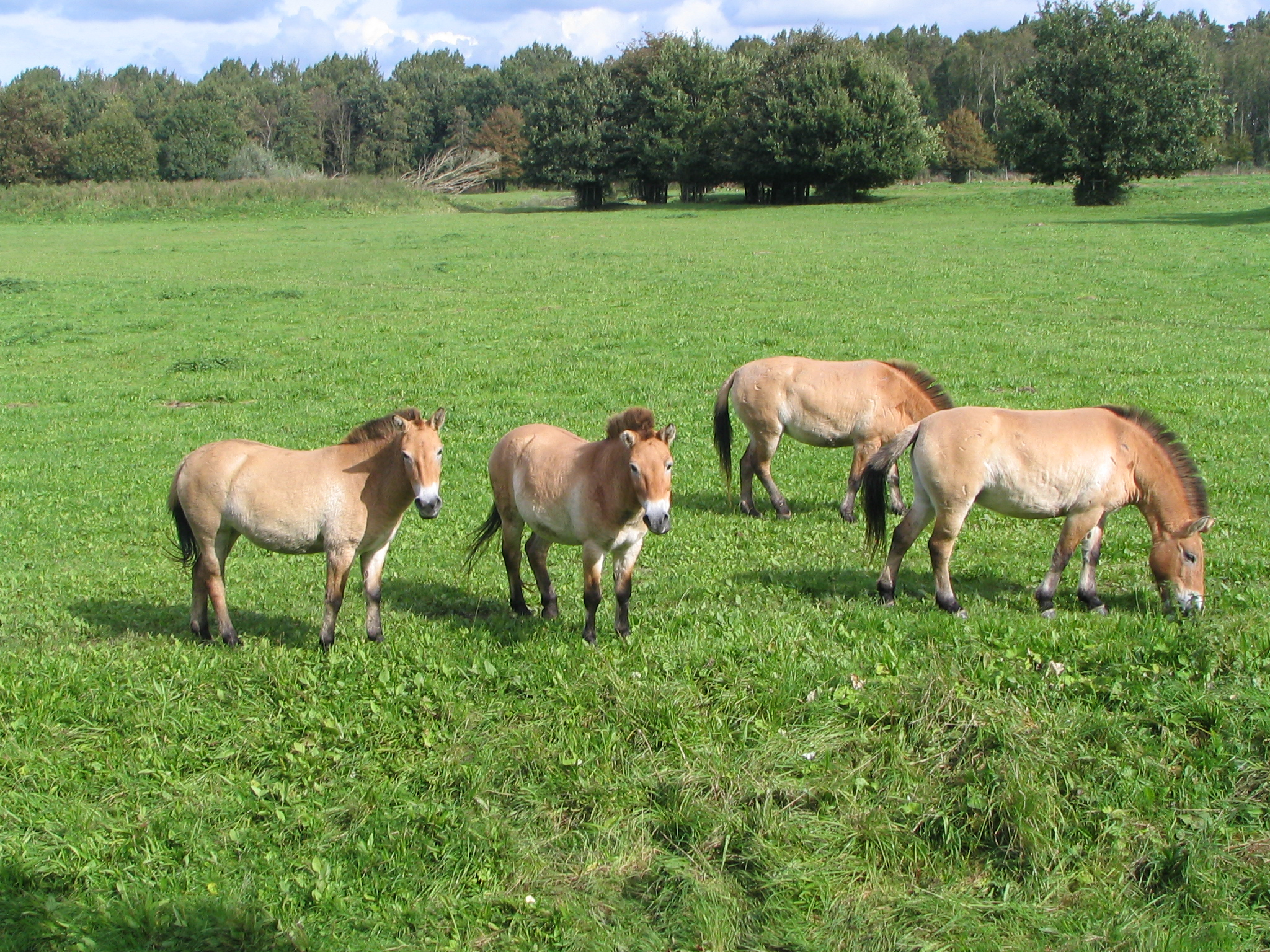
Cavalli di Przewalski, al Natuurpark Lelystad, Paesi Bassi

Nei primi decenni di cattività, l'allevamento insulare da parte dei singoli zoo ha portato alla consanguineità e alla riduzione della fertilità. Nel 1979, diversi zoo americani hanno avviato un programma collaborativo di scambio riproduttivo per massimizzare la diversità genetica. I recenti progressi nella scienza riproduttiva equina sono stati utilizzati anche per preservare ed espandere il pool genetico. Gli scienziati dello Smithsonian National Zoological Park hanno invertito con successo una vasectomia su un cavallo di Przewalski nel 2007 — la prima operazione del genere su questa specie e forse la prima in assoluto su una specie in via di estinzione. Mentre, normalmente, una vasectomia può essere eseguita su un animale in via di estinzione in determinate circostanze, in particolare se un individuo ha già prodotto molti discendenti e i suoi geni sono sovrarappresentati nella popolazione, gli scienziati si sono resi conto che l'animale in questione era uno dei cavalli di Przewalski di maggior valore genetico per il programma di allevamento nordamericano. Il primo parto per inseminazione artificiale è avvenuto il 27 luglio 2013 presso lo Smithsonian Conservation Biology Institute.
Nel 2020 è nato il primo cavallo di Przewalski clonato, frutto di una collaborazione tra San Diego Zoo Global, ViaGen Equine e Revive & Restore. La clonazione è stata effettuata mediante trasferimento nucleare di cellule somatiche (SCNT), per cui un embrione vitale viene creato trapiantando il nucleo contenente il DNA di una cellula somatica in un ovulo immaturo (ovocita) a cui è stato rimosso il proprio nucleo, producendo prole geneticamente identica al donatore di cellule somatiche. Poiché l'ovocita utilizzato proveniva da un cavallo domestico, questo era un esempio di SCNT interspecie.
Il donatore di cellule somatiche era uno stallone di nome Kuporovic, nato nel Regno Unito nel 1975 e trasferitosi tre anni dopo negli Stati Uniti, dove morì nel 1998. A causa delle preoccupazioni per la perdita della variazione genetica nella popolazione in cattività, e in previsione dello sviluppo di nuove tecniche di clonazione, il tessuto dello stallone è stato crioconservato al Frozen Zoo dello zoo di San Diego. L'allevamento di questo individuo negli anni '80 aveva già notevolmente aumentato la diversità genetica della popolazione in cattività, dopo che si scoprì che aveva alleli più unici di qualsiasi altro cavallo vivente all'epoca, incluso il materiale genetico altrimenti perduto di due degli animali fondatori in cattività. Per produrre il clone, i fibroblasti cutanei congelati sono stati scongelati e coltivati in coltura cellulare. Un ovocita è stato raccolto da un cavallo domestico e il suo nucleo è stato sostituito da un nucleo raccolto da un fibroblasto di cavallo di Przewalski in coltura. L'embrione risultante è stato indotto a iniziare la divisione ed è stato coltivato fino a raggiungere lo stadio di blastocisti, quindi impiantato in una madre surrogata di cavallo domestico, che ha portato a termine l'embrione e ha dato alla luce un puledro con il DNA del cavallo di Przewalski dello stallone deceduto.
Il cavallo clonato è stato chiamato Kurt, in onore del dottor Kurt Benirschke, un genetista che ha sviluppato l'idea di crioconservare materiale genetico da specie considerate in via di estinzione. Le sue idee portarono alla creazione del Frozen Zoo come biblioteca genetica. Una volta che il puledro sarà maturo, sarà trasferito nella mandria riproduttiva presso lo Zoo Safari Park di San Diego, in modo da trasmettere i geni di Kuporovic alla più grande popolazione di cavalli di Przewalski in cattività e quindi aumentare la variazione genetica della specie.